# Антибукер
Антибу́кер — російська літературна премія, заснована наприкінці 1995 році «Назависимой газетой», фінансувалася з коштів, що виділялись газеті її власником Борисом Березовським. Практично припинила своє існування в 2001 році. Заснована як істинно російська премія на противагу Букерівській премії. Символічно коштувала на один долар більше «Букера», тобто, 12 тисяч і один долар.
Премія носила оперативний характер, присуджувалася за твори поточного року.

## Склад журі
До складу журі входили відомі літератори, видавці, артисти: Андрій Василевський, головний редактор журналу «Новый мир»; Наталія Іванова, заступник головного редактора журналу «Знамя»; Андрій Волос, письменник, лауреат премії Антибукер-98; Віктор Топоров, літературний критик і перекладач (Санкт-Петербург); Євген Рейн, поет; Наталія Трауберг, перекладач; Олександр Гельман, драматург; Ірина Купченко, народна артистка Росії; Олег Табаков, народний артист СРСР і ін.

## Номінації
Спочатку присуджувалася в єдиній номінації «проза». У 1996 виникли ще дві номінації — «поезія» і «драматургія». У 1997 році була заснована номінація за найкращий твір року в жанрі літературної критики, яка в 1998 році розділилася на дві гілки: літературна критика і літературознавство та non-fictionh. Кожна з номінацій отримала свою спеціальну назву:
- «Брати Карамазови» — за найкращий прозовий твір року;
- «Три сестри» — за найкращий драматичний твір року;
- «Незнайомка» — за найкращий віршований твір року (вірш, поема, цикл віршів, книга, але не збірка віршів);
- «Промінь світла» — за найкращий твір року в жанрі літературної критики;
- «Четверта проза» — за найкращий твір року в жанрі есе, мемуарів і спогадів (Non-fiction).

## Переможці в номінаціях
У 1995 році було засновано премію за твори в жанрі роман/повість, тобто за прозові твори. Її отримав Олексій Варламов за повість «Народження». Ім'я переможця було оголошено 21 грудня — в день виходу першого номера «Независимой газети».
У 1996 році були засновані ще дві премії: «Незнайомка» — премія за твори в галузі поезія (присуджена Сергію Гандлевському); «Три сестри» — премія в галузі драматургії (присуджена Івану Савельєву); «Брати Карамазови» — цю назву отримала прозаїчна премія (присуджена Дмитру Бакіну).
У 1997 році «Антибукер» зріс ще на одну номінацію — «Промінь світла», премія в галузі літературознавства й літературної критики. Отримав її ізраїльський російськомовний письменник Олександр Гольштейн; «Незнайомку» в 1997 році отримав Тимур Кібіров; «Трьох сестер» — Олег Богачов; «Братів Карамазових» — Дмитро Галковський, який від премії відмовився.
У 1998 році була заснована п'ята номінація — «Четверта проза» за твори в жанрі есе, мемуарів, історико-документальної прози. Цю премію отримала Емма Герштейн; «Незнайомку» — Максим Амелін; «Братів Карамазових» — Андрій Волос; «Промінь світла» — Олег Давидов; премію «Три сестри» в 1998 році журі вирішило не присуджувати, а заохочувальну премію в цій номінації дали драматургу Максиму Курочкіну.
У 1999 році «Антибукерівскі» премії вручались в рамках п'яти номінацій: Євгену Гришковцю — за нариси до п'єс «Зима» і «Записки російського мандрівника» в номінації «Три сестри» (драматургія); Олександру Іванченку за памфлет «Купання червоного коня» в номінації «Четверта проза» (мемуари, есеїстика); відомому літературному критику Павлу Басинському — у номінації «Промінь світла»; поету Борису Рудому — у номінації «Незнайомка».
У 2000 році лауреатами стали: Борис Акунін за роман «Коронація, або Останній з Романів» у номінації «Брати Карамазови»; Бахит Кенжеєв за книгу віршів «Та, що снилась під ранок» у номінації «Незнайомка»; Василь Сигарьов, автор п'єси «Пластилін» в номінації «Три сестри»; ярославський критик Євген Єрмолін у номінації «Промінь світла»; Олексій Філіппов, автор щоденника військових спогадів, названого «Щоденником відчаю й надії» у номінації «Четверта проза».